# Monika Marzec
Monika Marzec, z d. Studzińska (ur. 13 czerwca 1973 w Kraśniku) – polska piłkarka ręczna. Wielokrotna mistrzyni i reprezentantka Polski. Mistrzyni Serbii i Czarnogóry. Grająca na pozycji obrotowej.

## Kariera sportowa
Jest wychowanką KMKS Kraśnik. Od 1993 występowała w Monteksie Lublin, z którym w tym samym roku awansowała do ekstraklasy, a następnie zdobyła 9 tytułów mistrzyni Polski z rzędu (1995-2003) oraz Puchar EHF (2001). W latach 2003-2005 występowała w drużynie Budućnost Podgorica, zdobywając dwukrotnie mistrzostwo Serbii i Czarnogóry (2004, 2005). Następnie powróciła do lubelskiego zespołu występującego pod nazwą SPR Lublin i po przerwie macierzyńskiej w sezonie 2005/2006 sięgnęła po 4 kolejne tytuły mistrzyni Polski (2007-2010) i tytuł wicemistrzowski (2011). Zakończyła karierę po sezonie 2010/2011.
W reprezentacji Polski debiutowała 30 stycznia 1997 w meczu eliminacji mistrzostw świata z Izraelem. Wystąpiła na mistrzostwach świata w 1997 (8 miejsce) i 1999 (11 miejsce) oraz mistrzostwach Europy w 1998 (5 miejsce). Ostatni raz wystąpiła w biało-czerwonych barwach 9 czerwca 2007 w towarzyskim spotkaniu z Serbią. Łącznie w reprezentacji Polski wystąpiła 134 razy, zdobywając 260 bramek.
Od końca lutego 2021 do 28 listopada 2022 roku pełniła funkcję pierwszej trenerki MKS-u FunFloor Lublin.